# Makranczi Zalán
Makranczi Zalán (Miskolc, 1979. július 20. –) magyar színész.

## Pályája
A gyerekkorát szülővárosában töltötte és az általános iskolát is Miskolcon végezte. A Nemzeti Színiakadémiáját 2000-ben végezte el, ezt követően a Pesti Magyar Színházban kapott szerződést. 2001-től a Kecskeméti Katona József Nemzeti Színház társulatának tagja, 2007-ben a Bárka Színházba szerződött. 2008-tól a Nemzeti Színház tagja. 2013 és 2015 között a székesfehérvári Vörösmarty Színház színművésze, azóta szabadúszó. Kıvanç Tatlıtuğ és Kaan Urgancıoğlu török színészek állandó magyar hangja.

## Magánélete
Felesége Szinetár Dóra színművész, gyermekük Benjamin (2017).
Makranczi Zalán korábbi házassága Edina keresztnevű feleségével 2012 körül megromlott, bár addigra már volt egy közös kétéves kisfiuk, aki 2010. nyarán született.  Szinetár Dóra 2012. május elején kezdett el próbálni a Spirit Színház társulatával,  ekkor került Zalánnal közelebbi kapcsolatba. Makranczi addigi felesége 2012. augusztus 25-én, a közösségi adatlapján tette közzé, hogy már „egyedülálló”. Szinetár Dóra és Makranczi Zalán 2015-ben házasodtak össze. 

## Szerepei

### Kecskeméti Katona József Nemzeti Színház
- Bakonyi–Szirmai–Gábor: Mágnás Miska (Eleméry Tasziló)
- Svarc: A király meztelen (Krisztián)
- Zágon–Somogyi–Eisemann: Fekete Péter (Hajnal Lukács)
- Shakespeare: Sok hűhó semmiért (János gróf, Don Pedro fattyú öccse)
- Taviani fivérek–Morricone–Bodolay: Előre hát, fiúk! (Allonsafan, Filippónak, az öngyilkos vezetőnek a fia)
- Bulgakov: Álszentek összeesküvése (D'Orsigni, a Félszemű)
- Szigligeti–Spiró: Liliomfiék az Alföldön avagy fogadó a Nagy Kátyúhoz (Liliomfi)
- Milne: Játsszunk Micimackót (Róbert Gida)
- Brecht: Kurázsi mama és gyerekei (Fejő)
- Pozsgai: Meglőttük a fényes sellőt (Lumiere, huszonéves, rajongó fiatalember)
- Molnár Ferenc: A vörös malom (János)
- Shakespeare: Rómeó és Júlia (Rómeó)
- Scribe: Adrienne (Michonnet, a Comèdie Française játékmestere)
- Gombrowicz: Yvonne, burgundi hercegnő (Fülöp herceg, trónörökös)
- Beaumarchais: Figaro házassága avagy egy őrült nap (Figaro, a gróf inasa)
- Meilhac–Millaud–Hervé: Nebáncsvirág (Champlatreux)
- Schiller: Don Carlos (Don Carlos)
- Maeterlinck: A kék madár (Tyltyl, kisfiú)
- Zerkovitz–Harmath: A csókos asszony (Rendőr)
- Bereményi–Horváth: Laura (2. baljós férfi)
- Büchner: Danton (Camille Desmoulins)
- Bakonyi–Martos–Huszka: Bob herceg (György herceg, a királynő fia)
- Shakespeare: A windsori víg nők (Fenton, szerelmes)

### Bárka Színház
- Osztrovszkij: Vihar (Borisz Grigorjevics, Gyikoj unokaöccse)
- Schiller: Don Carlos (Don Carlos)

### Fővárosi Nemzeti Színház
- Remenyik: Pokoli disznótor (Kántor)
- Strauss: A park (Titania fia)
- Szophoklész: Oidipusz (Polüneikész)
- Ödön von Horváth: Mesél a bécsi erdő (Havlicsek)
- Weöres: Holdbeli csónakos (Idomeneus, krétai király)
- Bulgakov: A Mester és Margarita (Júdás)
- Webster: Amalfi hercegnő (Antonió)
- Shakespeare: Lear király (Edgar)
- Katona: Bánk bán – junior (Petúr bán)
- Schiller: Ármány és szerelem (Ferdinánd, von Walter fia, őrnagy)
- Tábori: Mein Kampf (Lobkowitz)
- Térey: Jeremiás avagy Isten hidege (Péterfia Jakab, alpolgármester)
- Fejes–Presser: Jó estét nyár, jó estét szerelem (Feketeruhás férfi)
- Kovács–Mohácsi–Mohácsi: Egyszer élünk avagy a tenger azontúl tűnik semmiségbe (Horváth Jancsi)
- Madách: Az ember tragédiája
- Molière: A fösvény (Cléante, Harpagon fia, Mariane szerelmese)
- Bródy: A tanítónő (Járásorvos)
- Shakespeare: Hamlet (Claudius, a király)
- Kristof: Egy elsurranó patkány (Roll)
- Shakespeare–Mohácsi–Mohácsi: A velencei kalmár (Gratiano)
- Klaus Mann: Mephisto (Otto Ulrich, a Hamburgi Művészszínház színésze)
- Bodó-p–Róbert: SOCIAL ERROR – THE LAST MAN IN BUDAPEST

### Vörösmarty Színház
- Mihail Afanaszjevics Bulgakov: A Mester és Margarita (Kajafás)
- William Shakespeare: Hamlet (Laertes)
- Matuz János, Szikora János: Koronázási szertartásjáték – Szent László (Szent László király)[6]
- William Shakespeare: Lear király (Edmund)
- Mihail Afanaszjevics Bulgakov: Őfelsége komédiása (D'Orsigny márki)
- Ábrahám Pál, Harmath Imre, Szilágyi László, Kellér Dezső: 3:1 a szerelem javára (Blazsek II.)[7]

### Egyéb helyszín
- Molnár Ferenc: A hattyú (Gróf Lützen) – Várszínház
- Ruzante: Az anconai özvegy (Tancredi) – Kőszegi Várszínház
- Kušan: A balkáni kobra (Sárosi, kereskedő és attasé) – Zalaegerszeg
- Gozzi: A szarvaskirály (Deramo, Szerendrib király) – zalaegerszegi Erdei Színház
- Schimmelpfennig: Az állatok birodalma (Chris, rendező és szerző) – Egervári Várszínház
- Arisztophanész: Lüszisztraté (Spártai) – Aquincumi Múzeum
- Fazekas–Hollós: Lúdas Matyi (Lúdas Matyi) – Aranytíz
- Duras–Vörös: Nyáron, este fél tizenegykor (Pierre) – Trafó
- Paulinyi–Perjés: A fiú a tükörből avagy rekviem a gyerekkorért (Tamás I., a mindenkori) – Thália Színház
- Brecht: A kaukázusi krétakör (Szimon Csacsava) – Raktárszínház
- Molière: A mizantróp (Alceste) – Kőszegi Várszínház

## Filmjei
- A baxun invázió (2005) – Harry Lomac
- Nyugalom (2008) – Weér Andor
- Kaméleon (2008) – Krisztián
- Külalak (2011) – Szentesi Bálint
- Matula kalandpark (2011) – Zsolti
- Berosált a rezesbanda (2014) – Riminyák
- VAN valami furcsa és megmagyarázhatatlan (2014) – Szentesi Balázs
- Kincsem (2017) – Franz von Vogel
- Aranyélet (2018) – András atya
- 200 első randi (2018) – Schultz Barnabás
- Drága örökösök (2019–2020) – Dr. Lendvai Róbert
- Mellékhatás (2020) – Hankó Gábor
- Mintaapák (2020–2021) – Dr. Bartha Szabolcs
- Éden (2021) – Varga
- Magasmentés (2023) – Imre
- A renitens (2024–) – Dobler százados
- Holnap meghalok (2024) – Kornél
- BigBakShow (2025) – Páder Zsolt

## Szinkronszerepei
- Archer (2013–2024): Sterling Malory Archer – H. Jon Benjamin
- Tiltott szerelem (2012): Behül Haznedar – Kıvanç Tatlıtuğ
- Kuzey Güney – Tűz és víz: Kuzey Tekinoğlu – Kıvanç Tatlıtuğ
- Bosszú vagy szerelem: Cesur Korludağ – Kıvanç Tatlıtuğ
- A holnap legendái (2016-18): Rip Hunter – Arthur Darvill
- Fülledt utcák (2017-19): Vincent és Frankie Martino – James Franco
- The Originals – A sötétség kora (2017-22): Niklaus Mikaelson – Joseph Morgan
- Az Álmosvölgy legendája (2014-17): Ichabod Crane – Tom Mison
- Az uralkodónő (2015-16): Robert Dudley – Charlie Carrick
- Ruben Brandt, a gyűjtő (2018): Mike Kowalski (az animációs karakter magyar hangja)[8][9]
- Ki vagy, doki? – Karácsonyi ének (2011): Másodpilóta – Micah Balfour
- Agymenők (2018): George Cooper, Jr. – Jerry O’Connell
- Végtelen szerelem (2015-17): Emir Kozcuoğlu – Kaan Urgancıoğlu
- Elrabolva (2017): Bryan Mills – Clive Standen
- Boss Level – Játszd újra (2021): Roy Pulver – Frank Grillo
- Csernobil: Dmitrij – Matthew Needham
- Boba Fett könyve (2021-22): 8D8 – Matt Berry
- Jamestown 1-3. évad  (2017-2019) Pedro - Abubakar Salim
- Hajsza 1-3. évad ( 2013 - 2016 )  Paul Spector – Jamie Dornan
- Drakula(2020-as Netflixes 3 részes film sorozat)
- Star Wars: A klónok háborúja: Fives – Dee Bradley Baker
- Star Wars: A Rossz Osztag: Wilco százados – Dee Bradley Baker
- Titkok hálójában (2021–): İlgaz Kaya – Kaan Urgancıoğlu
- Az újonc: Tim Bradford, 1-4. évad – Eric Winter
- Transformers: Prime: Dreadwing  – Tony Todd
- A család: Aslan Soykan – Kıvanç Tatlıtuğ
- A fiúk (televíziós sorozat): Hazafi – Antony starr
- Transformers Egy: Orion Pax / Optimusz Fővezér – Chris Hamsworth

## Díjai
- Aranykecske-díj (a 2004/2005-ös évad legjobb színésze)
- Soós Imre-díj (2006)
- Művészek Magyarországért Díj – Az év filmes mellékszereplője (2009)